# Закір Гасанов
Закір Аскер огли Гасанов (азерб. Zakir Əsgər oğlu Həsənov; нар.. 6 червня 1959 року, Астаринський район, Азербайджанська РСР, СРСР) — азербайджанський воєначальник і державний діяч. Міністр оборони Азербайджанської Республіки з 22 жовтня 2013 року, генерал-полковник (2013).

## Життєпис
Закір Гасанов народився 6 червня 1959 року в Астаринському районі.
1976 року закінчив спецшколу імені Джамшида Нахічеванського, 1980 року — Бакинське вище загальновійськове командне училище імені Верховної Ради Азербайджанської РСР.
До 1985 року служив у Групі радянських військ у Німеччині. З 1985 по 1993 рік — на службі в Алтайському військовому комісаріаті Сибірського військового округу. У 1987 році закінчив академічні курси Генерального штабу Збройних сил СРСР.
З 1993 по 2003 роки служив у Головному управлінні прикордонних військ міністерства національної безпеки Азербайджану, потім Гасанов був призначений на посаду начальника Управління міжнародних відносин Державної прикордонної служби Азербайджану.
У 2003 році присвоєно військове звання генерал-майор. З 2003 по 2013 рік — заступник міністра внутрішніх справ Азербайджанської Республіки — командувач внутрішніми військами. У 2005 році присвоєно військове звання генерал-лейтенант.
22 жовтня 2013 року призначений Міністром оборони Азербайджанської Республіки.
У 2013 році присвоєно військове звання генерал-полковник.

## Особисте життя
Одружений, має трьох дітей. Вільно володіє німецькою, англійською, російською та турецькою мовами.

## Нагороди
- Медаль «За відзнаку на кордоні» (15 грудня 1998)[3].
- Медаль «За військові заслуги» (16 серпня 2002)[3].
- Орден «Азербайджанський прапор» (30 червня 2004 року)[3].
- Медаль «За Батьківщину» (11 березня 2008 року)[3]
- Орден «Слава» (5 червня 2019 року) — за заслуги у підвищенні боєздатності Збройних сил Азербайджанської Республіки.[4]
- Орден «Перемога» (9 грудня 2020 року) — за високий професіоналізм при управлінні бойовими операціями під час визволення територій та відновлення територіальної цілісності Азербайджанської Республіки, а також за мужність та відвагу під час несення військової служби.[5]
- Медалі СРСР